# Мортон (город, Миннесота)
Мортон (англ. Morton) — город в округе Ренвилл, штат Миннесота, США. На площади 3,2 км² (3,1 км² — суша, водоёмов нет), согласно переписи 2002 года, проживают 442 человека. Плотность населения составляет 140,5 чел./км².
- Телефонный код города — 507
- Почтовый индекс — 56270
- FIPS-код города — 27-44368[1]
- GNIS-идентификатор — 0648125[2]